# Christos Georgiou
Christos Georgiou, född 1966 i London, Storbritannien, är en engelsk-grekisk regissör, manusförfattare och filmproducent.

## Filmografi

### Regissör
- (2008) - Mikro eglima
- (2008) - Steps (tv-serie)
- (2007-2008) - Oi istories tou astynomou Beka (tv-serie)
- (2005-2006) - 10i entoli (tv-serie)
- (2004) - Visions of Europe
- (2003) - Magic Grandad (tv-serie)
- (2001) - Kato apo t' astra
- (1996) - I vaftisi
- (1992) - Ta heria tis giagias